# پوستا پولوم
پوستا پولوم (به چکی: Pustá Polom) یک منطقهٔ مسکونی در جمهوری چک است که در ناحیه اوپاوا واقع شده‌است. پوستا پولوم ۱٬۴۳۹ نفر جمعیت دارد.